# Ecne
Ecne ou Ecna est une divinité irlandaise. Il apparaît rarement dans la littérature et on sait peu de choses à son sujet.

## Étymologie
Son nom vient du vieil irlandais ecna ou ecne pour sage, éclairé.

## Divinité
Ecne est une personnification ancienne du savoir et de l'éveil spirituel, et peut-être aussi de la poésie. D'après James Bonwick (1894), c'est la déesse de la poésie, mais des sources plus récentes le présentent comme une divinité masculine,.
Bien qu'il n'apparaisse pas souvent dans la littérature, sa généalogie en fait un personnage important : il serait le petit-fils d'Anu ou Dana, la grande déesse mère de l'Irlande, qui aurait été mise enceinte par ses trois fils, Brian (en), Iuchar et Iucharba,. Ce mythe pourrait remonter à d'anciennes pratiques de polyandrie décrites dans des sagas.